# اگزونومیا

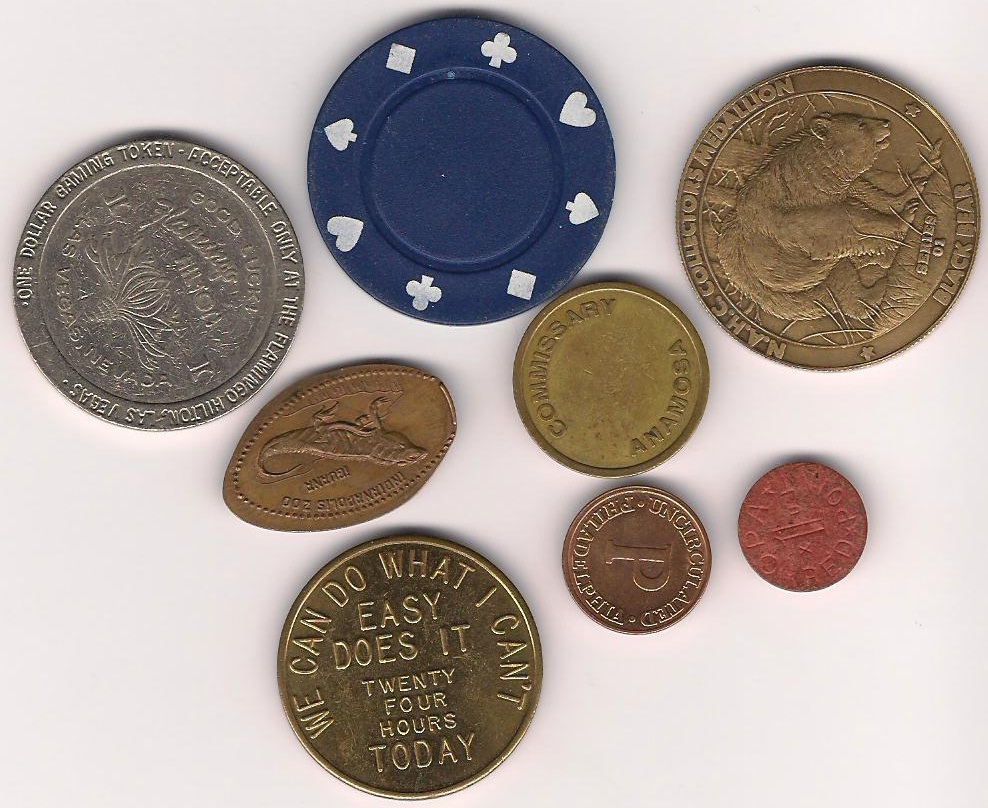

اگزونومیا (انگلیسی: Exonumia) اقلام  سکه‌شناسی (مانند ژتون،  نشان، یا کتیبه) غیر از سکه و پول کاغذی هستند.